# Capsaicin
Capsaicin er en kemisk forbindelse, der findes naturligt i mange plantearter i Capsicum slægten. Arter i denne slægt omfatter de forskellige slags chili samt peberfrugter (ikke at forveksle med peber). Capsaicin er den forbindelse som giver disse frugter den stærke eller skarpe smag.
Capsaicin tilhører en gruppe af  alkaloider, der kaldes capsaicinoider. Andre mindre hyppige medlemmer af denne gruppe er dihydrocapsaicin, nordihydrocapsaicin, homocapsaicin og homodihydrocapsaicin. Kemisk set er capsaicin et amid som indeholder en kemisk gruppe der minder om strukturen af vanillin, og capsaicin kaldes derfor også et vanilloid. Capsaicin har en Scovilleværdi på 16.000.000.

## Virkning
Capsaicin virker ved at binde sig til receptorer og nerveender på de neuroner, som kommunikerer signaler om irritation og smerte til centralnervesystemet, de såkaldte nociceptorer. Capsaicin binder specifikt til et overflademolekyle, der kaldes vanilloid receptor 1 (VR1).
Når capsaicin binder til nociceptorerne udløses et inflammatorisk respons, og
kroppen vil forsøge at modvirke dette ved forskellige kølemekanismer (øget svedproduktion og blodgennemstrømning i huden).
Lige efter man har indtaget en mundfuld som indeholder meget capsaicin (er meget stærkt) bliver
munden ekstra følsom over for andre påvirkninger såsom høje temperaturer, berøring og tilstedeværelsen
af andre stoffer som kan irritere nervecellerne, eksempelvis syre, husholdningssalt eller alkohol. Denne tilstand kaldes hyperalgesi, og er grunden til at f.eks. en portion rygende varm chili con carne smager meget stærkere end en tilsvarende kold portion.
Hyperalgesi er en kortvarig, midlertidig tilstand, som typisk forsvinder igen efter kort tid (10-20 min).
Udover den kortvarige effekt ses også en længerevarende effekt, hvor man ved gentagen
påvirkning bliver mindre følsom overfor capsaicin. Det er derfor personer som ofte spiser mad,
der indeholder meget chili, kan spise større mængder end de, der kun spiser det lejlighedsvis.

## Lindring
Den bedste lindring mod den brændende fornemmelse af capsaicin i munden er at drikke noget koldt, og så ellers vente på at virkningen fortager sig. Capsaicin er meget lidt opløseligt i vand, men til gengæld letopløseligt i fedt. Derfor kan man dæmpe effekten af capsaicin ved at spise eller drikke noget fedtholdigt, som f.eks. mælk, hvilket blev påvist i 91. episode af MythBusters.

## Capsaicin som lægemiddel
Capsaicin irriterer huden, hvorved blodgennemstrømningen øges. Herved opnås en muskelafslappende effekt, og capsaicin er derfor forsøgt anvendt i salver mod f.eks. gigtsmerter. Der er også set god effekt ved neurogene smerter og neuralgi. 
Jalapeno-peber eller chili kan måske kurere kræft. Britiske forskere har fundet ud af, hvordan stærk mad kan slå kræftceller ihjel. Forskergruppen fra Nottingham University har udtaget stoffet capsaicin fra jalapeno-peber. De har vist at Capsaicin sætter kræftcelledøden i gang ved at angribe mitochondrier, som er det sted i celler, hvorfra cellerne producerer deres energi. Forskerne håber, at flere medikamenter mod kræft kan udvikles ved brug af capsaicin. Capsaicin blev testet på kulturer af menneskelig lungekræft og kræftceller fra bugspytkirtlen med positive resultater.